# Xã Harrison, Quận Knox, Nebraska
Xã Harrison (tiếng Anh: Harrison Township) là một xã thuộc quận Knox, tiểu bang Nebraska, Hoa Kỳ. Năm 2010, dân số của xã này là 66 người.